# 캡틴 뉴먼, M.D.
캡틴 뉴먼, M.D.(Captain Newman, M.D.)는 미국에서 제작된 데이비드 밀러 감독의 1963년 코미디, 드라마 영화이다. 그레고리 펙 등이 주연으로 출연하였고 로버트 아서 등이 제작에 참여하였다.

## 출연

### 주연
- 그레고리 펙
- 토니 커티스

### 조연
- 앤지 디킨슨
- 에디 알버트
- 제임스 그레고리
- 베델 레슬리

## 제작진
- 원작자: 레오 로스튼
- 의상: 로즈마리 오델